# Муромець (корабель)
Муромець, до 1999 року «Київський комсомолець» (МПК-134) — малий протичовновий корабель проєкту 1124М. (кодове позначення НАТО — Grisha III class corvette).

## Історія побудови
Корабель закладено 1980 року як «МПК-64» у Києві на ССЗ «Ленінська кузня» (завод № 302). «МПК-64» став першим кораблем проєкту 1124М. З 27 липня 1982 року присвоєно нове ім'я — «Київський комсомолець». Включено до складу Червонопрапорного Чорноморського флоту з 5 березня 1983 року. 15 лютого 1992 року знову перейменований на «МПК-134», а сучасне ім'я малий протичовновий корабель отримав 5 квітня 1999 року.

## Служба
У січні 2013 року МПК «Муромець» виконав спеціальне завдання щодо охорони олімпійських об'єктів біля узбережжя Сочі. Екіпажу було поставлено завдання з відпрацювання прийомів оборонного бою під час атаки супротивника з моря під час проведення Олімпійських ігор у Сочі. Навчальні маневри проходили разом з екіпажем морського тральщика «Віце-адмірал Захар'їн». У червні 2013 року взяв участь у російсько-українських навчаннях.
Станом на 2015 рік перебуває у бойовому складі ВМФ РФ у складі 149 тактичної групи протичовнових кораблів 68 бригади кораблів охорони водного району з базуванням у Севастополі.